# Diadasia afflictula
Diadasia afflictula är en biart som beskrevs av Cockerell 1910. Diadasia afflictula ingår i släktet Diadasia och familjen långtungebin. Inga underarter finns listade i Catalogue of Life.